# Sinbreed
Sinbreed est un groupe de power metal allemand originaire de Wiesbaden, dans le Land de Hesse. Il est formé en 2005 par Flo Laurin, il compte deux albums studio à son actif, When Worlds Collide, sorti en 2010, et Shadows, sorti en 2014. 
Le groupe est composé de cinq membres permanents, dont Herbie Langhans, chanteur également de Seventh Avenue, Frederik Ehmke et Marcus Siepen, respectivement batteur et guitariste rythmique du grand groupe de power metal allemand Blind Guardian.

## Biographie
Le groupe est initialement formé comme un projet d'enregistrement nommé Neoshine, mené par Flo Laurin. Ce projet a évolué, et le nom a finalement changé en Sinbreed avant de rassembler des membres pour enregistrer l'album en 2006. Flo recrute Herbie Langhans de Seventh Avenue à la voix après l'avoir vu chanter, Frederik Ehmke de Blind Guardian à la batterie, et Alexander Schultz à la basse. Flo engage également plusieurs musiciens pour les instruments additionnels ou des solos spéciaux. L'album sort quatre ans plus tard, et la critique est enthousiaste,. 
Le projet prend peu à peu l'allure d'un groupe à part entière. Les propositions de concerts et de festivals commencent à arriver, notamment le Brainstorm Festival aux Pays-Bas (2011), le ProgPower XIII à Atlanta, aux États-Unis (2012), et le Blast of Eternity en Allemagne (2012). Marcus Siepen, guitariste rythmique de Blind Guardian, vient soutenir le groupe à la guitare en live, avant de le rejoindre en tant que membre permanent en novembre 2012,. Flo Laurin annonce le projet d'un deuxième album prévu pour la fin de l'année 2013. Il sort finalement en avril 2014.

## Membres

### Membres actuels
- Herbie Langhans - chant, chœurs (depuis 2006)
- Flo Laurin - guitare (depuis 2006)
- Marcus Siepen - guitare (depuis 2012)[10]
- Frederik Ehmke - batterie (depuis 2006)
- Alexander Schulz - basse (depuis 2006)

### Membres invités
- Oliver Lohmann (sur When Worlds Collide)
- Hartmut Richter - violon (sur Infinity's Call)
- Kai Mühlenbruch (sur Through the Dark)
- Morten Sandager (sur Enemy Lines)
- Joost van den Broek (sur Salvation)
- Kai Mühlenbruch (sur Salvation)